# Mohamed Loakira
 (février 2016).
Si vous disposez d'ouvrages ou d'articles de référence ou si vous connaissez des sites web de qualité traitant du thème abordé ici, merci de compléter l'article en donnant les références utiles à sa vérifiabilité et en les liant à la section « Notes et références ».
Mohamed Loakira, né en 1945 à Marrakech et mort le 13 décembre 2023, est un poète et écrivain marocain de langue française.

## Biographie
Né à Marrakech (Maroc) dans une famille imprégnée des chants et des danses du Haouz, du Melhoun, de la musique gnaoua et de l’art de conter, il fait ses études primaires et secondaires dans sa ville natale. Parallèlement au travail administratif, il fait des études supérieures, d’abord en Lettres, puis en Sciences de l’Information, et s’implique dans les mouvements associatifs et politiques de gauche, pratique le théâtre, s’initie à la musique et écrit sur la peinture au Maroc.
Membre de plusieurs groupes et collectifs pluridisciplinaires, rédactions de revues, Comités de réflexion, de l’Union des Écrivains, de la Maison de la Poésie, de Fondations culturelles et artistiques, il a collaboré et publié dans plusieurs revues, entre autres, Souffles, Intégral, Lamalif, Al Asas, Pro-Culture, Obsidiane, Art le Sabord, Liaisons, 'Mawaqif, Afaq, Électron Libre, Matrice des Arts, CELAAN, a participé et animé des rencontres autour de la poésie, des Arts plastiques, produit et animé deux émissions à la RTM (Chaîne Internationale), fabriqué des montages audio-visuels de lectures croisées (poésie, musique, peinture), conçu des lectures-spectacles, notamment avec le musicien gnaoui, Majid Bekkas. Il a assuré dans l’administration Marocaine plusieurs responsabilités, notamment responsable du Département de la Coopération Universitaire au Ministère de l’Enseignement Supérieur, et Directeur des Arts au Ministère de la Culture

## Distinctions
- Prix Grand Atlas du roman francophone, 2010
- Nommé Chevalier dans l’Ordre des Arts et des Lettres, 1999
- Prix Grand Atlas de la poésie, 1995 (jury présidé par Jean d'Ormesson de l'Académie Française).
- Nommé Chevalier dans l'Ordre des Palmes Académiques, 1993

## Œuvres

### Poésie
- L’horizon est d’argile, Éditions P. J. Oswald, 1971
- Marrakech-poème, EMI, Tanger,1975
- Chants superposés, EMI, Tanger, 1977
- L’œil ébréché, Éditions Stouky, Rabat, 1980
- Moments, (avec des dessins de Aissa Ikken), Éditions Stouky, Rabat, 1981
- Semblable à la soif, Éditions Al Asas, Rabat, 1986
- Grain de nul désert, Éditions Al Ittissal, Rabat, 1994, (Prix Grand Atlas de la Poésie, 1995)
- Marrakech : l’île mirage, Éditions Al Asas, Rabat, 1997
- N’être, Éditions @ La Une, Rabat, 2002
- Contre-jour, Éditions Marsam, Rabat, 2004
- Marrakech : l'île mirage, Folio d'art accompagné d'œuvres de Nabili, Éditions Marsam, Rabat, 2008
- Confidences d’automne, Éditions Marsam, Rabat, 2011
- … et se voile le printemps, (avec des peintures de Bouchta El Hayani), Virgule Éditions, Tanger, 2015

### Romans
- L'esplanade des saints & Cie, Éditions Marsam, Rabat, 2006
- A corps perdu, Éditions Marsam, Rabat, 2008
- L’inavouable, Éditions Marsam, Rabat, 2009), (Prix Grand Atlas du roman, 2010)
- La nuit des disgraciés, Éditions Marsam, 2015.